# 多米妮克·瓦塔拉
多米妮克·瓦塔拉（法語：Dominique Ouattara；1953年12月16日—）是現任科特迪瓦第一夫人，嫁給總統阿拉薩內·瓦塔拉。

## 早期生活與教育
多米妮克·瓦塔拉於1953年12月16日出生於阿爾及利亞君士坦丁。她的母親是猶太裔天主教徒。她是法國國民。她於1973年獲得斯特拉斯堡學院高中文憑，並於1975年畢業於巴黎第十大學，獲得語言學位並輔修經濟學。1987年，她獲得了巴黎國家不動產聯合會（FNAIM）的物業管理文憑，並於1989年接受了房地產專家培訓。

## 職業
瓦塔拉是一位女商人，專門從事房地產業務。自1979年起，她擔任AICI國際集團執行長。1993年，她成立了房地產管理公司Malesherbes Gestion。1996年，瓦塔拉被任命為法國護髮連鎖店EJD Inc.的行政總裁，該公司管理華盛頓特區的Jacques Dessange研究所。然後成為法國管理美國特許經營品牌的美容服務。
在丈夫當選科特迪瓦總統後，瓦塔拉按照其競選承諾停止了商業領袖的活動，並辭去了所有專業職責。她將美國Dessange特許經營權出售給Dessange Paris Group，以專注於她作為科特迪瓦第一夫人的角色以及她的非洲兒童基金會。

## 行動主義

### 非洲兒童基金會
1980年，瓦塔拉在科特迪瓦執行人道任務，並於1998年成立了非洲兒童基金會。基金會的目標是非洲大陸兒童的福祉。伊拉·馮·菲斯滕貝格公主是該基金會的贊助人，該基金會活躍於非洲11個國家，包括科特迪瓦、加彭、馬達加斯加、中非和布吉納法索。該基金會特別關註四個領域，即健康、教育、社會議題和提供補貼設施。
該基金會最大的項目之一是在阿比讓以東10公里處的賓格維爾建造母嬰醫院。該醫院佔地4.9-公頃（12-英畝），可容納130張床位，旨在幫助改善婦女獲得醫療保健的機會，並降低孕產婦和兒童死亡率。建設於2013年開始，並於2018年竣工。
2018年6月7日，多米尼克·瓦塔拉為陷入困境的兒童的蘇布雷庇護所揭幕。這是基金會在科特迪瓦戰略地區（蘇布雷、布瓦凱和費爾凱塞杜戈）開設三個庇護所計畫的一部分，旨在幫助那些在重新融入家庭之前遭受販運和剝削的兒童。

### 童工
2011年11月，瓦塔拉被任命為全國打擊販賣兒童、剝削和勞工行動監督委員會主席。該委員會的角色是監督和評估政府消除童工的政策。該委員會的活動導致通過了兩項國家行動計劃（2012—2014年和2015—2017年），以減少該國最惡劣形式的童工現象。第三個計畫的有效期限為2017年至2019年。該報告將科特迪瓦重新歸類為第二級國家，即那些不完全遵守《人口販運被害人保護法》（TVPA）最低標準，但正在為消除童工做出重大努力的國家。
瓦塔拉以國家安全委員會（CNS）主席的身份組織了一次西非和薩赫勒地區第一夫人會議，討論該委員會的主題。

### 女性賦權
2012 年，瓦塔拉設立了科特迪瓦婦女基金（FAFCI），為婦女主導的微型計畫提供資金。該基金旨在促進婦女的經濟賦權、鼓勵創業和解決失業問題。截至2019年4月，已有20萬名婦女獲得了該基金的幫助，該基金目前資本為120億西非法郎。由於所提供的幫助，瓦塔拉於2016年3月被美國商會授予「美非商業中心傑出領袖獎」。

### 聯合國愛滋病規劃署特別大使
2014年12月18日，瓦塔拉被任命為聯合國愛滋病毒／愛滋病聯合規劃署消除愛滋病毒母嬰傳播和促進兒科治療的特別大使。

### 其他活動
瓦塔拉是非洲第一夫人抗愛滋病毒／愛滋病組織（OAFLA）的成員，並出席了各種會議，包括2016年2月在加納阿克拉舉行的第七屆非洲性健康與權利會議。她也是非洲協同協會的成員。

## 個人生活
瓦塔拉於1975 年與她的第一任丈夫讓·福洛魯搬到科特迪瓦，後者是阿比讓科技高中的教授，兩人於1974年結婚。她和他有兩個孩子。她的丈夫於1984年去世。他們的兒子盧伊克·福洛魯是Armajaro Limited集團西非分公司的董事，該公司專門從事可可和原料貿易。他收購了該集團的法語子公司，然後創建了自己的公司。她的女兒娜塔莉·福洛魯是Canal+ International的專案總監。
1991年8月24日，她在巴黎十六區市政廳與位於達卡的時任西非國家中央銀行副行長的瓦塔拉結婚，家族好友馬丁·布伊格和讓-克里斯托夫·密特朗也在場。瓦塔拉於2010年就任科特迪瓦總統，並於2015年再次當選。

## 外部連結
- 官方网站
- Profile on the Children of Africa Foundation's website